# Термитная смесь
Терми́тная смесь (терми́т — химический, технический) (от др.-греч. θερμά — жар, тепло) — порошкообразная смесь алюминия (реже магния) с оксидами различных металлов (обычно железа).
При воспламенении интенсивно сгорает с выделением большого количества тепла. Обычно имеет температуру горения 2300—2700 °C, а в случае применения более сильных окислителей, таких как оксиды никеля, хрома или вольфрама, — значительно выше. Смесь поджигают специальным запалом (смесь пероксида бария, магния и натрия). Количественное соотношение компонентов смеси определяется стехиометрическим соотношением. Наиболее распространён железоалюминиевый термит: Fe2O3 (чаще-ржавчина)=75 %; Al = 25 % (содержащий прокалённую окалину или богатую железную руду). Температура воспламенения такого термита около 1300 °C (запальной смеси 800 °C); образующиеся железо и шлак нагреваются до 2400 °C. Иногда в состав железного термита вводят железную обсечку, легирующие присадки и флюсы. Процесс проводят в магнезитовом тигле. Имеются термиты для сварки телефонных и телеграфных проводов, а также проводов линий электропередачи. В военной технике термит используют в качестве зажигательных составов. В производстве ферросплавов термит с добавлением флюсов называется шихтой.

## Варианты состава
Теоретически, термитная смесь может состоять из различных металлов, способных служить топливом, и окислителей. Алюминий получил широкое распространение из-за очевидных преимуществ:
- самый дешёвый из металлов с высокой реакционной способностью. Например, в декабре 2014 года олово стоило 19 829 $/т, цинк — 2180 $/т, а алюминий — 1910 $/т;
- образует пассивирующий слой, делающий его более безопасным в обращении, чем со многими другими химически активными металлами;
- относительно низкая температура плавления (660 °C) означает, что металл легко расплавляется, поэтому реакция может происходить в основном в жидкой фазе, поэтому она протекает довольно быстро.
- высокая температура кипения (2519 °C) позволяет реакции достигать очень высоких температур, поскольку некоторые процессы имеют тенденцию ограничивать максимальную температуру чуть ниже точки кипения. Такая высокая температура кипения характерна для переходных металлов (например, железо и медь кипят при 2887 и 2582 °C, соответственно), но особенно необычна среди высокореактивных металлов (магний и натрий, которые кипят при 1090 и 883 °C соответственно);
- низкая плотность оксида алюминия, образующегося в результате реакции, имеет тенденцию оставлять его плавающим на образующемся чистом металле. Это особенно важно для уменьшения загрязнения сварного шва.

Наиболее распространёнными и доступными окислителями служат оксиды железа, которые применяются в смеси с различными металлами:
- Mg (31 %) + Fe2O3 (69 %);
- Ca (43 %) + Fe2O3 (57 %);
- Ti (31 %) + Fe2O3 (69 %);
- Si (21 %) + Fe2O3 (79 %).

В лабораторных условиях в качестве окислителя может служить даже сухой лёд (твёрдый диоксид углерода). В зажигательных составах могут применяться бескислородные окислители — фторополимеры, примером служит смесь магний+тефлон+витон (MTV).
Примеры термитно-зажигательных составов:
- Ba(NO3)2 (26 %) + Fe3O4 (50 %) + Al (24 %);
- Ba(NO3)2 (37.5 %) + Al (26.5 %) + уголь (3 %) + связующие вещества типа шеллака (23 %);
- Fe2O3 (21 %) + Al (13 %) + Ba(NO3)2 (44 %) + KNO3 (6 %) + Mg или Fe (12 %) + связующие вещества (4 %).

### Железный термит
Самый распространенный состав — железный термит.В качестве окислителя обычно используется оксид железа (III) или оксид железа (II, III). Первый производит больше тепла. Последний легче воспламеняется, вероятно, из-за кристаллической структуры оксида. Добавление оксидов меди или марганца может значительно улучшить легкость воспламенения. Плотность приготовленного термита часто составляет всего 0,7 г/см³. Это, в свою очередь, приводит к относительно низкой плотности энергии (около 3 кДж/см³), быстрому горению и разбрызгиванию расплавленного железа из-за расширения захваченного воздуха. Термит можно прессовать до плотности 4,9 г/см³ (почти 16 кДж/см³) при низких скоростях горения (около 1 см/с). Прессованный термит имеет более высокую способность плавления, то есть он может расплавить стальную чашку там, где термит с низкой плотностью выйдет из строя. Железный термит с добавками или без них можно прессовать в режущие устройства, имеющие термостойкий корпус и сопло. Кислородно-сбалансированный железный термит 2Al + Fe2O3 имеет теоретическую максимальную плотность 4,175 г/см³, температуру адиабатического горения 3135 K или 2862 °C или 5183 °F (с включенными фазовыми переходами, ограниченными железом, которое кипит при 3135 K), алюминий оксид (кратковременно) расплавлен, и произведенное железо в основном жидкое, часть его находится в газообразной форме — образуется 78,4 г паров железа на 1 кг термита. Энергосодержание составляет 945,4 кал/г (3 956 Дж/г). Плотность энергии составляет 16 516 Дж/см³.
В исходной смеси в том виде, в котором она была изобретена, использовался оксид железа в виде прокатной окалины. Состав было очень сложно зажечь

### Медный термит
Медный термит может быть получен из оксида меди (I) (Cu2O, красный) или оксида меди (II) (CuO, чёрный). Скорость горения обычно очень высокая, а температура плавления меди относительно низкая, поэтому в результате реакции образуется значительное количество расплавленной меди за очень короткое время. Реакции термитов меди (II) могут быть настолько быстрыми, что их можно рассматривать как разновидность мгновенного горения, то есть взрыв, в результате которого на значительные расстояния разлетятся брызги медных капель. Кислородно-сбалансированная смесь имеет теоретическую максимальную плотность 5,109 г/см³, температуру адиабатического пламени 2843 К (включая фазовые переходы) с оксидом алюминия в расплавленном состоянии и медью как в жидкой, так и в газообразной форме. На 1 кг этого термита образуется 343 г паров меди. Энергосодержание составляет 974 кал/г.
Термит меди (I) используется в промышленности, например, при сварке толстых медных проводников (сварка вручную). Этот вид сварки оценивается также для сращивания кабелей на флоте ВМС США для использования в сильноточных системах, например, в электрических силовых установках. Сбалансированная по кислороду смесь имеет теоретическую максимальную плотность 5,280 г/см³, температуру адиабатического пламени 2843 К (включая фазовые переходы) с расплавленным оксидом алюминия и медью как в жидкой, так и в газообразной форме. На 1 кг этого термита образуется 77,6 г паров меди. Энергетическая ценность 575,5 кал/г.

### Терматы
Терматный состав представляет собой термит, обогащенный окислителем на основе соли (обычно нитратами, например, нитратом бария-Ba(NO3)2 или пероксидами). В отличие от термитов, терматы горят с выделением пламени и газов. Присутствие окислителя облегчает воспламенение смеси и улучшает проникновение в цель горящим составом, поскольку выделяющийся газ выбрасывает расплавленный шлак и обеспечивает механическое перемешивание. Этот механизм делает термат более подходящим, чем термит, для зажигательных целей и для аварийного разрушения чувствительного оборудования (например, криптографических устройств), поскольку эффект термитов более локализован.

## Зажигание
Металлы в правильных условиях горят так же, как дерево или бензин. (Фактически, ржавчина является результатом окисления стали или железа с очень низкой скоростью.) Термитная реакция возникает, когда правильные смеси металлических топлив объединяются и воспламеняются. Само зажигание требует чрезвычайно высоких температур.
Для зажигания термитной реакции обычно требуется бенгальский огонь или легко доступная магниевая лента, но могут потребоваться постоянные усилия, поскольку зажигание может быть ненадежным и непредсказуемым. Эти температуры не могут быть достигнуты с помощью обычных взрывателей из чёрного пороха, нитроцеллюлозных стержней, детонаторов, пиротехнических инициаторов или других распространенных воспламеняющих веществ. Даже когда термит достаточно горячий, чтобы светиться ярко-красным, он не воспламеняется, так как он должен быть раскаленным добела, чтобы инициировать реакцию.
Часто полосы металлического магния используются в качестве предохранителей. Поскольку металлы горят без выделения охлаждающих газов, они потенциально могут гореть при очень высоких температурах. Химически активные металлы, такие как магний, могут легко достигать температуры, достаточной для воспламенения термитов. Магниевое зажигание остается популярным среди любителей термитов, главным образом потому, что его легко получить, но кусок горящей полосы может упасть в смесь, что приведет к преждевременному возгоранию.
Реакция между перманганатом калия и глицерином или этиленгликолем используется как альтернатива магниевому методу. Когда эти два вещества смешиваются, начинается самопроизвольная реакция, при которой температура смеси медленно повышается, пока не образуется пламя. Тепла, выделяемого при окислении глицерина, достаточно, чтобы инициировать термитную реакцию.
Помимо зажигания магнием, некоторые любители также предпочитают использовать бенгальские огни для зажигания термитной смеси. Они достигают необходимой температуры и обеспечивают достаточно времени, прежде чем точка горения достигнет образца. Это может быть опасным методом, так как искры железа, как и полосы магния, горят при тысячах градусов и могут воспламенить термит, хотя сам бенгальский огонь не контактирует с ним. Это особенно опасно с мелко измельченным термитом.
Спичковые головки горят достаточно горячо, чтобы зажечь термит. Возможно использование спичечных головок, обернутых алюминиевой фольгой, и достаточно длинной вязкоплавкой/электрической спички, ведущей к спичечным головкам.
Точно так же мелкодисперсный термит можно зажечь от кремнёвой искровой зажигалки, так как искры — это горящий металл (в данном случае высокореакционные редкоземельные металлы лантан и церий). Поэтому использовать зажигалку рядом с термитом небезопасно.

## Гражданское использование
Реакции термитов имеют множество применений. Это не взрывчатое вещество; вместо этого он работает, подвергая очень небольшую площадь воздействию чрезвычайно высоких температур. Сильное тепло, сфокусированное на небольшом пятне, можно использовать для прорезания металла или сварки металлических компонентов вместе, как путем плавления металла из компонентов, так и путем впрыскивания расплавленного металла из самой термитной реакции.
Термит может использоваться для ремонта путем сварки вместо толстых стальных профилей, таких как рамы осей локомотивов, где ремонт может производиться без снятия детали с места её установки.
Термит может использоваться для быстрой резки или сварки стали, например рельсовых путей, без использования сложного или тяжелого оборудования. Однако в таких сварных соединениях часто присутствуют дефекты, такие как включения шлака и пустоты (отверстия), поэтому для успешного проведения процесса требуется большая осторожность. К численному анализу термитной сварки рельсов подошли аналогично анализу охлаждения отливки. Как анализ методом конечных элементов, так и экспериментальный анализ сварных швов термитных рельсов показали, что сварной зазор является наиболее важным параметром, влияющим на образование дефектов. Было показано, что увеличение сварного зазора снижает образование усадочных полостей и дефектов сварки внахлест, а увеличение предварительного нагрева и температуры термитов дополнительно снижает эти дефекты. Однако уменьшение этих дефектов способствует возникновению второй формы дефекта: микропористости. Также необходимо позаботиться о том, чтобы рельсы оставались прямыми, не вызывая перекосов, которые могут вызвать износ на высоких скоростях и в линиях большой нагрузки на ось.
Термитная реакция, когда её используют для очистки руд некоторых металлов, называется термитным процессом или алюминотермической реакцией. Адаптация реакции, используемая для получения чистого урана, была разработана в рамках Манхэттенского проекта в лаборатории Эймса под руководством Фрэнка Спеддинга. Иногда его называют процессом Эймса.
Медный термит используется для сварки вместе толстых медных проводов с целью электрических соединений. Он широко используется в электроэнергетике и телекоммуникационной промышленности (экзотермические сварные соединения).

## Военное использование
Ручные гранаты и заряды из термитов обычно используются вооруженными силами как для противодействия материальным средствам, так и для частичного уничтожения оборудования; последнее является обычным явлением, когда нет времени для более безопасных или более тщательных методов. Например, термит можно использовать для аварийного уничтожения криптографического оборудования, когда существует опасность, что оно может быть захвачено вражескими войсками. Поскольку стандартный железо-термит трудно воспламеняется, горит практически без пламени и имеет небольшой радиус действия, стандартный термит редко используется сам по себе в качестве зажигательного состава. В общем, увеличение объёма газообразных продуктов реакции термитной смеси увеличивает скорость теплопередачи (и, следовательно, повреждение) этой конкретной термитной смеси. Обычно его используют с другими ингредиентами, которые усиливают его зажигательный эффект. Термат-TH3 — это смесь термитных и пиротехнических добавок, которые превосходят стандартный термит в зажигательных целях. Его весовой состав обычно составляет около 68,7 % термита, 29,0 % нитрата бария, 2,0 % серы и 0,3 % связующего (такого как PBAN). Добавление нитрата бария к термиту увеличивает его тепловой эффект, дает более крупное пламя и значительно снижает температуру воспламенения. Хотя основная цель Термат-TH3 в вооруженных силах — зажигательное оружие против материальных средств, его также можно использовать для сварки металлических компонентов.
Классическим военным применением термитов является приведение в негодность артиллерийских орудий, и они использовались для этой цели со времен Второй мировой войны, например, в Пуэнт-дю-Оке в Нормандии. Термит может навсегда вывести из строя артиллерийские орудия без использования зарядов взрывчатого вещества, поэтому термит можно использовать, когда для операции необходима тишина. Это можно сделать, вставив одну или несколько термитных гранат в казённую часть, а затем быстро закрыв её; это сваривает затвор и делает невозможным заряжание орудия. В качестве альтернативы, термитная граната, примененная внутри ствола орудия, повреждает ствол, делая орудие опасным для стрельбы. Термит также может сваривать механизм наведения и подъёма орудия, что затрудняет правильное прицеливание.
Во время Второй мировой войны и немецкие, и союзные зажигательные бомбы использовали термитные смеси. Зажигательные бомбы обычно состояли из десятков тонких наполненных термитом канистр (бомб), воспламеняемых магниевым запалом. Зажигательные бомбы нанесли огромный ущерб многим городам из-за пожаров, вызванных термитом. Особенно уязвимы города, которые в основном состояли из деревянных построек. Эти зажигательные бомбы использовались в основном во время ночных воздушных налетов. Бомбардировочные прицелы нельзя было использовать ночью, что создавало необходимость использовать боеприпасы, которые могли бы уничтожать цели без необходимости точного размещения.

## Опасности
Использование термитов опасно из-за чрезвычайно высоких температур и чрезвычайных трудностей в подавлении реакции, когда-то начавшейся. Небольшие потоки расплавленного железа, выделяющегося в результате реакции, могут перемещаться на значительные расстояния и могут плавиться через металлические контейнеры, воспламеняя их содержимое. Кроме того, легковоспламеняющиеся металлы с относительно низкими температурами кипения, такие как цинк (с температурой кипения 907 ° C, что примерно на 1370 ° C ниже температуры, при которой горит термит), потенциально могут сильно распылять перегретый кипящий металл в воздухе, если он находится рядом с термитом.
Если по какой-либо причине термит загрязнен органическими веществами, гидратированными оксидами и другими соединениями, способными выделять газы при нагревании или реакции с компонентами термитов, продукты реакции могут быть распылены. Более того, если термитная смесь содержит достаточно пустых пространств с воздухом и горит достаточно быстро, перегретый воздух также может вызвать разбрызгивание смеси. По этой причине предпочтительно использовать относительно неочищенные порошки, чтобы скорость реакции была умеренной и горячие газы могли выходить из зоны реакции.
Предварительный нагрев термита перед воспламенением может быть легко выполнен случайно, например путем заливки новой кучи термита на горячую, недавно воспламенившуюся кучу термитного шлака. При воспламенении предварительно нагретый термит может гореть почти мгновенно, выделяя световую и тепловую энергию с гораздо большей скоростью, чем обычно, и вызывая ожоги и повреждение глаз на достаточно безопасном расстоянии.
Реакция термита может произойти случайно на промышленных предприятиях, где рабочие используют абразивные шлифовальные и отрезные круги для работы с черными металлами. При использовании алюминия в этой ситуации образуется смесь оксидов, которая может сильно взорваться.
Смешивание воды с термитом или заливка воды на горящий термит может вызвать паровой взрыв с разлётом горячих фрагментов во всех направлениях.
Основные ингредиенты термита также были использованы из-за их индивидуальных качеств, в частности отражательной способности и теплоизоляции, в лакокрасочном покрытии или добавке для немецкого цеппелина Гинденбург, что, возможно, способствовало его огненному разрушению. Это была теория, выдвинутая бывшим ученым НАСА Аддисон Бейн, а затем испытанная в небольших масштабах научным реалити-шоу MythBusters с полуубедительными результатами (доказано, что это не вина только термитной реакции, а наоборот: предположили, что это комбинация неё и горения газообразного водорода, заполнявшего тело Гинденбурга). Программа MythBusters также проверила достоверность видео, найденного в Интернете, в котором некоторое количество термита в металлическом ведре воспламенилось, когда оно находилось на вершине нескольких глыб льда, что вызвало внезапный взрыв. Они смогли подтвердить результаты, обнаружив огромные глыбы льда на расстоянии 50 м от места взрыва. Соведущий Джейми Хайнеман предположил, что это произошло из-за аэрозольного образования термитной смеси, возможно, в облаке пара, в результате чего она горела ещё быстрее. Хайнеман также выразил скептицизм по поводу другой теории, объясняющей это явление: реакция каким-то образом разделила водород и кислород во льду, а затем воспламенила их. В этом объяснении утверждается, что взрыв произошел из-за реакции высокотемпературного расплавленного алюминия с водой. Алюминий бурно реагирует с водой или паром при высоких температурах, выделяя водород и окисляясь. Скорость этой реакции и возгорание образующегося водорода могут легко объяснить взрыв, подтвержденный. Этот процесс сродни взрывной реакции, вызванной попаданием металлического калия в воду.

## Свойства
Зажигательные смеси на основе термита представляют собой смесь алюминиевого порошка (пудры) и оксида железа. У этих составов очень высокая температура горения 2519 °C. Они способны гореть без присутствия кислорода, их невозможно потушить водой. Некоторые виды термитов горят почти без пламени, некоторые с приличным форсом (силой или количеством) огня. Термит обладает чрезвычайно сильным прожигающим действием. Расплавленный термит легко прожигает листы дюраля, стали и железа. При такой температуре растрескивается бетон и кирпич, плавится стекло, горит сталь. Термит образует высокотемпературный шлак, усиливающий его прожигающую способность. Термитом можно вызвать пожар на любом объекте, даже если там нет легковоспламеняющихся материалов. Его практически невозможно потушить.

## Применение
Применяется в производстве ферросплавов (алюминотермии), в зажигательных снарядах, термитной сварке, и других областях, где требуется высокая температура.

## В культуре
В романе «Изгнание владыки» (1946) так описывается термитная смесь:

Слыхал когда-нибудь о термите? Эх, ты! Вот слушай. Я тебе объясню. Термит уже давно применяется в промышленности. Это порошкообразная смесь из некоторых металлов, которая способна воспламеняться и при горении развивать высокую температуру — до трёх с половиной тысяч градусов

В сериале «Во все тяжкие» Уолтер и Джесси используют термит, чтобы проникнуть на склад.
В телепередаче «Галилео», в рубрике «Эксперименты», был выпуск с таким названием. Ведущий эксперимента наглядно показал последствия сжигания термита и несоблюдения техники безопасности, обжёгши себе руку (возможно, намеренно). Также он пояснил, что просто так поджечь термит (спичкой или зажигалкой) нельзя.
В серии игр Payday термит используется для проникновения в защищённые объекты и хранилища.
В игре Rainbow Six Siege оперативник FBI SWAT Джордан Трейс с позывным Термит(Thermite) использует экзотермический заряд чтобы прорезать укреплённые стены.